# Гімн Словаччини
Nad Tatrou sa blýska (укр. Над Татрами блискає) є національним гімном Словаччини. Автор Янко Матушка склав гімн у 1844 році на мелодію народної пісні «Kopala studienku».

## Текст

### Словацький текст
2: Nad Tatrou sa blýska
hromy divo bijú.
2: Zastavme ich bratia,
ved' sa ony stratia,
Slováci ožijú.
2: To Slovensko naše
posiaľ tvrdo spalo.
2: Ale blesky hromu
vzbudzujú ho k tomu,
aby sa prebralo.

### Переклад
Над Татрами блискає
громи дико б'ють.
Зупинімо їх, браття,
бо ж як вони зникнуть,
Словаки оживуть.
То Словаччина наша
досіль міцно спала
Але блиски грому
розжевріли її настільки,
що вона прокинулась.